# MSAS
MSAS (англ. Multi-functional Satellite Augmentation System) — многофункциональная система дифференциальной коррекции спутникового базирования, принадлежащая Японии. MSAS является частной реализацией подсистемы SBAS для целей позиционирования.
Система MSAS позволяет значительно увеличить точность определения положения и времени при использовании GPS в районе Японии. Эксплуатируется и поддерживается японским Министерством земли, инфраструктуры, транспорта и туризма.
Использует в своем космическом сегменте пару геостационарных спутников: MTSAT-1R (140 градусов E, PRN 129) и MTSAT-2 (145 градусов E, PRN 137). Наземный сегмент включает 16 измерительных пунктов и пункт управления.
Типичная точность при использовании MSAS составляет около 1,5-2 метров в горизонтальной и вертикальной плоскости. Использование в авиации разрешено с осени 2007 года.